# 칼리메로
칼리메로는 토에이 애니메이션에서 제작한 TV 애니메이션 시리즈이다. 칼리메로라는 병아리는 노란색 닭의 가족 중에서 유일하게 몸색깔이 검은색이다. 그는 흰색 계란 껍질의 절반을 여전히 머리에 쓰고있다. 1974년 7월 14일부터 1975년 9월 30일까지 TV 아사히에서 방영되었다.
대한민국에서는 《꼬꼬리코 돌격대》라는 제목으로 1994년 8월 3일부터 1994년 11월 21일까지 SBS에서 방영되었다.

## 등장인물
칼리메로
성우 - 미와 카츠에/아사이 아야카/ 양정화 (성우) (1994-2022)/정윤정 (성우) (2023)
본 작품의 영웅.
프리스실라
성우 - 노무라 미치코/오오쿠보 루미/송도영 (1994-2022)/
양정화 (2023)
칼리메로의 여자친구이자 수줍은 새.
줄리아노
성우 - 오하라 노리코/정승욱
페테르 요바타
성우 - 키모츠키 카네타/오오츠카 아키오/정승욱
부타
성우 - 노자와 마사코/미연
데파
성우 - 치지마츠 사치코/소연 (성우)